# لبنى محمود
لبنى محمود هي ممثلة مصرية درست فن الباليه بالمعهد العالي للباليه والتحقت بفرقة باليه أوبرا القاهرة، ثم عملت بالتمثيل وشاركت في عدد كبير من الأعمال التليفزيونيّة والسينمائية.
توفيت في 19 مارس 2023 بعد صراع مع المرض.

## مسيرتها الفنية
تخرجت لبنى محمود من المعهد العالي للباليه وكانت ضمن أول دفعة التحقت بفرقة باليه اوبرا القاهرة، ثم اتجهت للتمثل فكانت بداية مسيرتها الفنية في عام 1985 حين شاركت في فيلم «صاحب الإدارة بواب العمارة» مع المخرجة المصرية نادية سالم، ثُم توالت مُشاركاتها في الأعمال الفنية بعد ذلك وتنوعت ما بين المسرح والسينما والدراما التليفزيونيّة فشاركت في العديد من الأفلام السينمائية مثل فيلم الإنس والنمس وفيلم البعض لا يذهب للمأذون مرتين، والعديد من المسلسلات التليفزيونيّة مثل مسلسل نيللي وشريهان، ومسلسل موضوع عائلي، واشتهرت بأداءها لشخصية رئيسة الوزراء الإسرائيلية السابقة جولدا مائير في عملين تليفزيونيين همما مسلسل العميل 1001، ومسلسل حرب الجواسيس.

## أعمالها

### الأفلام
- البطة الصفرا: صدر في عام 2023، بعد 5 أشهر من وفاتها.
- واحد تاني: صدر في عام 2022.
- الإنس والنمس: صدر في عام 2021، وقامت فيه بدور إقبال.
- البعض لا يذهب للمأذون مرتين: صدر في عام 2021، وقامت فيه بدور حماة أنيس.
- إنت إيه: صدر في عام 2019.
- الكنز: صدر في عام 2017، وقامت فيه بدور والدة بشر ومصطفى.
- بنك الحظ: صدر في عام 2017، وقامت فيه بدور رجاء والدة صالح.
- كلب بلدي: صدر في عام 2016.
- جمهورية امبابة: صدر في عام 2015، وقامت فيه بدور فاطمة والدة سلمى.
- وش سجون: صدر في عام 2014، وقامت فيه بدور والدة تهامي.
- أسرار عائلية: صدر في عام 2013، وقامت فيه بدور الجدة.
- مستر أند مسز عويس: صدر في عام 2012.
- أمن دولت: صدر في عام 2011، وقامت فيه بدور أم حسام الفرشوطي.
- 678: صدر في عام 2010.
- سيجارة (فيلم قصير): صدر في عام 2010، وقامت فيه بدور نجيبة.
- أزمة شرف: صدر في عام 2009، وقامت فيه بدور زوجة السائق.
- ورقة شفرة: صدر في عام 2008، وقامت فيه بدور دكتورة الجامعة.
- الجزيرة: صدر في عام 2007، وقامت فيه بدور أم منصور الحفني.
- عصابة الدكتور عمر: صدر في عام 2007، وقامت فيه بدور المريضة بالوحدة.
- حاحا وتفاحة: صدر في عام 2006، وقامت فيه بدور خالة حاحا.
- ظاظا رئيس جمهورية: صدر في عام 2006.
- أريد خلعا: صدر في عام 2005، وقامت فيه بدور مديرة المدرسة.
- خالي من الكوليسترول: صدر في عام 2005، وقامت فيه بدور موظفة في التليفزيون المصري.
- النعامة والطاووس: صدر في عام 2002، وقامت فيه بدور أم سميرة.
- مافيا: صدر في عام 2002.
- أولى ثانوي: صدر في عام 2001، وقامت فيه بدور والدة أشرف.
- راندفو: صدر في عام 2001، وقامت فيه بدور عنايات.
- لو كان دا حلم: صدر في عام 2001.
- الشرف: صدر في عام 2000، وقامت فيه بدور أم مجدي.
- الناظر: صدر في عام 2000، وقامت فيه بدور صفية والدة عاطف.
- عرق البلح: صدر في عام 1999، وقامت فيه بدور أم سلمى.
- سمكة وأربع قروش: صدر في عام 1997، وقامت فيه بدور روح الحياة.
- كريستال: صدر في عام 1993، وقامت فيه بدور سنيه مدبرة المنزل.
- غرام وانتقام بالساطور: صدر في عام 1992.
- صاحب الإدارة بواب العمارة: صدر في عام 1985، وقامت فيه بدور دلال.

### المسلسلات
- موضوع عائلي: صدر في عام 2021، وقامت فيه بدور راوية والدة إبراهيم.
- جمجوم وبمبم: الشركة الألمانية لمكافحة الخوارق: صدر في عام 2020، وقامت فيه بدور حماة درديري.
- القمر آخر الدنيا: صدر في عام 2020.
- سلطانة المعز: صدر في عام 2020.
- البرنسيسة بيسة: صدر في عام 2019، وقامت فيه بدور عزيزة.
- بدل الحدوتة تلاتة: صدر في عام 2019، وقامت فيه بدور الدادة أمتنان.
- طلقة حظ: صدر في عام 2018.
- خفة يد: صدر في عام 2018، وقامت فيه بدور والدة كريم.
- كابتن أنوش: صدر في عام 2017، وقامت فيه بدور أم حواكة.
- الحالة ج: صدر في عام 2017.
- اللهم إني صايم: صدر في عام 2017، وقامت فيه بدور أم نبيل.
- كفر دلهاب: صدر في عام 2017، وقامت فيه بدور سندس.
- الأستاذ بلبل وحرمه: صدر في عام 2016..
- بنات سوبرمان: صدر في عام 2016.
- سبع أرواح: صدر في عام 2016، وقامت فيه بدور الحاجة رجاء والدة هالة.
- نيللي وشريهان: صدر في عام 2018، وقامت فيه بدور ماما ميمي.
- وعد: صدر في عام 2016.
- لما تامر ساب شوقية: صدر في عام 2015.
- ابن حلال: صدر في عام 2014، وقامت فيه بدور إيفون.
- إمبراطورية مين: صدر في عام 2014.
- سجن النسا: صدر في عام 2014، وقامت فيه بدور والدة حياة.
- قلوب: صدر في عام 2014، وقامت فيه بدور أم هبة.
- الزوجة الثانية: صدر في عام 2013.
- الصقر شاهين: صدر في عام 2013.
- الكبير أوي (الجزء الثالث): صدر في عام 2013، وقامت فيه بدور الخالة غوايش.
- خرم إبرة: صدر في عام 2012.
- سيدنا السيد: صدر في عام 2012.
- مكتوب على الجبين: صدر في عام 2011.
- ريش نعام: صدر في عام 2010، وقامت فيه بدور ستوتة.
- عايزة اتجوز: صدر في عام 2010، وقامت فيه بدور خديجة.
- حرب الجواسيس: صدر في عام 2009، وقامت فيه بدور جودا مائير.
- حقي برقبتي: صدر في عام 2009.
- خاص جدا: صدر في عام 2009.
- وعد ومش مكتوب: صدر في عام 2009.
- وكالة عطية: صدر في عام 2009.
- دموع القمر: صدر في عام 2008.
- قضية رأي عام: صدر في عام 2007.
- مباراة زوجية: صدر في عام 2006.
- الحب موتا: صدر في عام 2005.
- العميل 1001: صدر في عام 2005، وقامت فيه بدور جولدا مائير.
- مسائل عائلية جدا: صدر في عام 2005.
- بنت أفندينا: صدر في عام 2004.
- ملح الأرض: صدر في عام 2004.
- شباب أون لاين (الجزء الثاني): صدر في عام 2003.
- إنسى اللي فات يا فرحات: صدر في عام 2002.
- رجل على الحافة: صدر في عام 2002.
- يحيا العدل: صدر في عام 2002.
- النساء قامون: صدر في عام 2001، وقامت فيه بدور هدى.
- عفوا حبيبتي: صدر في عام 1999.
- هي وغيرها: صدر في عام 1990.

### المسرحيات
- شارع محمد علي: عُرضت في عام 1991.

### البرامج
- في بيتنا ضيف: عُرض في عام 2016، وقامت فيه بدور الخالة درية.

## روابط خارجية
- صفحة الممثلة على موقع قاعدة بيانات الأفلام العربية